# Zwitsers voetbalelftal (vrouwen)
Het Zwitsers vrouwenvoetbalelftal is een voetbalteam dat uitkomt voor Zwitserland bij internationale wedstrijden en competities, zoals het Europees kampioenschap.
Het team speelde de eerste officiële interland op 4 mei 1972, toen onder leiding van bondscoach Jacques Gaillard in Bazel met 2-2 gelijk werd gespeeld tegen Frankrijk. Twee jaar eerder, op 8 juli 1970, speelde de Zwitserse vrouwen echter al de eerste officieuze wedstrijd: in Salerno tegen Italië. Die wedstrijd in het Arechistadion werd met 2-1 verloren door Zwitserland.
Dankzij een 4-0 overwinning op Noord-Ierland plaatste Zwitserland zich op 20 september 2016 voor de eerste keer voor de EK-eindronde. De ploeg van de Duitse bondscoach Martina Voss eindigde na acht zeges op rij als eerste in kwalificatiegroep 6, met zes punten voorsprong op het eveneens gekwalificeerde Italië.

## Prestaties op eindronden

### Wereldkampioenschap
| Jaar   | Resultaat           | Wed                 | W                   | G                   | V                   | DV                  | DT                  |
| ------ | ------------------- | ------------------- | ------------------- | ------------------- | ------------------- | ------------------- | ------------------- |
| 1991   | Niet gekwalificeerd | Niet gekwalificeerd | Niet gekwalificeerd | Niet gekwalificeerd | Niet gekwalificeerd | Niet gekwalificeerd | Niet gekwalificeerd |
| 1995   | Niet gekwalificeerd | Niet gekwalificeerd | Niet gekwalificeerd | Niet gekwalificeerd | Niet gekwalificeerd | Niet gekwalificeerd | Niet gekwalificeerd |
| 1999   | Niet gekwalificeerd | Niet gekwalificeerd | Niet gekwalificeerd | Niet gekwalificeerd | Niet gekwalificeerd | Niet gekwalificeerd | Niet gekwalificeerd |
| 2003   | Niet gekwalificeerd | Niet gekwalificeerd | Niet gekwalificeerd | Niet gekwalificeerd | Niet gekwalificeerd | Niet gekwalificeerd | Niet gekwalificeerd |
| 2007   | Niet gekwalificeerd | Niet gekwalificeerd | Niet gekwalificeerd | Niet gekwalificeerd | Niet gekwalificeerd | Niet gekwalificeerd | Niet gekwalificeerd |
| 2011   | Niet gekwalificeerd | Niet gekwalificeerd | Niet gekwalificeerd | Niet gekwalificeerd | Niet gekwalificeerd | Niet gekwalificeerd | Niet gekwalificeerd |
| 2015   | Kwartfinales        | 4                   | 1                   | 0                   | 3                   | 11                  | 5                   |
| 2019   | Niet gekwalificeerd | Niet gekwalificeerd | Niet gekwalificeerd | Niet gekwalificeerd | Niet gekwalificeerd | Niet gekwalificeerd | Niet gekwalificeerd |
| / 2023 | Achtste finale      | 4                   | 1                   | 2                   | 1                   | 3                   | 5                   |
| Totaal | 2/9                 | 8                   | 2                   | 2                   | 4                   | 14                  | 10                  |

† 9 november 2018 om 20.00 uur, Stadion Galgenwaard, Utrecht

 Nederland (3 - 0) Zwitserland 
† 13 november 2018 om 19.00 uur, LIPO Park, Schaffhausen:

 Zwitserland (1 - 1) Nederland 

### Europees kampioenschap
| Jaar   | Resultaat           | Wed                 | W                   | G                   | V                   | DV                  | DT                  |
| ------ | ------------------- | ------------------- | ------------------- | ------------------- | ------------------- | ------------------- | ------------------- |
| 1984   | Niet gekwalificeerd | Niet gekwalificeerd | Niet gekwalificeerd | Niet gekwalificeerd | Niet gekwalificeerd | Niet gekwalificeerd | Niet gekwalificeerd |
| 1987   | Niet gekwalificeerd | Niet gekwalificeerd | Niet gekwalificeerd | Niet gekwalificeerd | Niet gekwalificeerd | Niet gekwalificeerd | Niet gekwalificeerd |
| 1989   | Niet gekwalificeerd | Niet gekwalificeerd | Niet gekwalificeerd | Niet gekwalificeerd | Niet gekwalificeerd | Niet gekwalificeerd | Niet gekwalificeerd |
| 1991   | Niet gekwalificeerd | Niet gekwalificeerd | Niet gekwalificeerd | Niet gekwalificeerd | Niet gekwalificeerd | Niet gekwalificeerd | Niet gekwalificeerd |
| 1993   | Niet gekwalificeerd | Niet gekwalificeerd | Niet gekwalificeerd | Niet gekwalificeerd | Niet gekwalificeerd | Niet gekwalificeerd | Niet gekwalificeerd |
| 1995   | Niet gekwalificeerd | Niet gekwalificeerd | Niet gekwalificeerd | Niet gekwalificeerd | Niet gekwalificeerd | Niet gekwalificeerd | Niet gekwalificeerd |
| 1997   | Niet gekwalificeerd | Niet gekwalificeerd | Niet gekwalificeerd | Niet gekwalificeerd | Niet gekwalificeerd | Niet gekwalificeerd | Niet gekwalificeerd |
| 2001   | Niet gekwalificeerd | Niet gekwalificeerd | Niet gekwalificeerd | Niet gekwalificeerd | Niet gekwalificeerd | Niet gekwalificeerd | Niet gekwalificeerd |
| 2005   | Niet gekwalificeerd | Niet gekwalificeerd | Niet gekwalificeerd | Niet gekwalificeerd | Niet gekwalificeerd | Niet gekwalificeerd | Niet gekwalificeerd |
| 2009   | Niet gekwalificeerd | Niet gekwalificeerd | Niet gekwalificeerd | Niet gekwalificeerd | Niet gekwalificeerd | Niet gekwalificeerd | Niet gekwalificeerd |
| 2013   | Niet gekwalificeerd | Niet gekwalificeerd | Niet gekwalificeerd | Niet gekwalificeerd | Niet gekwalificeerd | Niet gekwalificeerd | Niet gekwalificeerd |
| 2017   | Groepsfase          | 3                   | 1                   | 1                   | 1                   | 3                   | 3                   |
| 2022   | Groepsfase          | 3                   | 0                   | 1                   | 2                   | 4                   | 8                   |
| 2025   | Kwartfinale         | 4                   | 1                   | 1                   | 2                   | 4                   | 5                   |
| Totaal | 3/14                | 10                  | 2                   | 3                   | 5                   | 11                  | 16                  |

## Bondscoaches
- Bijgewerkt tot en met 1 juli 2025.

| Naam                     | Van        | Tot        | Duels | W  | G  | V  |
| ------------------------ | ---------- | ---------- | ----- | -- | -- | -- |
| Pia Sundhage             | 16.01.2024 | heden      | 19    | 8  | 3  | 8  |
| Reto Gertschen           | 21.11.2023 | 05.12.2023 | 2     | 1  | 0  | 1  |
| Inka Grings              | 01.01.2023 | 17.11.2023 | 14    | 1  | 7  | 6  |
| Nils Nielsen             | 01.12.2018 | 31.12.2022 | 39    | 18 | 9  | 12 |
| Martina Voss-Tecklenburg | 28.02.2012 | 13.11.2018 | 88    | 45 | 12 | 31 |
| Béatrice von Siebenthal  | 19.08.2004 | 24.11.2011 | 73    | 24 | 10 | 39 |
| Jost Leuzinger           | 14.10.2000 | 22.05.2004 | 24    | 7  | 8  | 9  |
| Simon Steiner            | 27.08.1997 | 24.06.2000 | 21    | 6  | 0  | 15 |
| Alex Gebhart             | 01.05.1992 | 11.06.1997 | 24    | 11 | 2  | 11 |
| Hansrüdi Wagner          | 01.09.1989 | 11.04.1992 | 13    | 2  | 3  | 8  |
| Gerry Schmidli           | 18.04.1987 | 30.10.1988 | 9     | 1  | 1  | 7  |
| Bruno Streit             | 01.04.1979 | 01.11.1986 | 36    | 5  | 8  | 23 |
| Libero Taddei            | 01.09.1972 | 01.10.1978 | 19    | 4  | 3  | 12 |
| Jacques Gaillard         | 01.05.1972 | 01.05.1972 | 1     | 0  | 1  | 0  |

## FIFA-wereldranglijst
Betreft klassering aan het einde van het jaar
| 2003 | 2004 | 2005 | 2006 | 2007 | 2008 | 2009 | 2010 | 2011 | 2012 | 2013 | 2014 | 2015 | 2016 | 2017 | 2018 | 2019 | 2020 | 2021 | 2022 |
| ---- | ---- | ---- | ---- | ---- | ---- | ---- | ---- | ---- | ---- | ---- | ---- | ---- | ---- | ---- | ---- | ---- | ---- | ---- | ---- |
| 28   | 30   | 27   | 29   | 28   | 26   | 26   | 26   | 25   | 26   | 22   | 19   | 20   | 17   | 17   | 18   | 19   | 20   | 17   | 21   |

## Statistieken
- Bijgewerkt op 2 augustus 2017.

### Tegenstanders
| Tegenstander     | Wed. | W | G | V  | DV | DT | DS  |
| ---------------- | ---- | - | - | -- | -- | -- | --- |
| België           | 12   | 3 | 5 | 4  | 11 | 12 | –1  |
| Denemarken       | 11   | 3 | 2 | 6  | 14 | 29 | –15 |
| Engeland         | 8    | 0 | 2 | 6  | 5  | 17 | –12 |
| Finland          | 9    | 2 | 2 | 5  | 8  | 13 | –5  |
| Frankrijk        | 10   | 0 | 3 | 7  | 3  | 17 | –14 |
| Georgië          | 2    | 2 | 0 | 0  | 7  | 0  | +7  |
| Duitsland        | 17   | 0 | 1 | 16 | 4  | 80 | –76 |
| Griekenland      | 2    | 1 | 0 | 1  | 3  | 3  | 0   |
| Hongarije        | 4    | 1 | 1 | 2  | 6  | 10 | –4  |
| IJsland          | 4    | 4 | 0 | 0  | 9  | 1  | +8  |
| Ierland          | 7    | 5 | 0 | 2  | 9  | 5  | +4  |
| Israël           | 4    | 4 | 0 | 0  | 22 | 1  | +21 |
| Italië           | 18   | 3 | 2 | 13 | 16 | 40 | –24 |
| Joegoslavië      | 2    | 1 | 1 | 0  | 6  | 1  | +5  |
| Kazachstan       | 4    | 3 | 0 | 1  | 20 | 4  | +16 |
| Kroatië          | 4    | 2 | 1 | 1  | 8  | 5  | +3  |
| Malta            | 3    | 2 | 1 | 0  | 16 | 0  | +16 |
| Nederland        | 9    | 0 | 3 | 6  | 8  | 33 | –25 |
| Nieuw-Zeeland    | 3    | 1 | 0 | 2  | 4  | 5  | –1  |
| Noord-Ierland    | 4    | 4 | 0 | 0  | 19 | 2  | +17 |
| Noorwegen        | 8    | 2 | 1 | 5  | 8  | 27 | –19 |
| Oostenrijk       | 8    | 5 | 1 | 2  | 21 | 10 | +11 |
| Polen            | 1    | 1 | 0 | 0  | 3  | 0  | +3  |
| Portugal         | 8    | 4 | 1 | 3  | 9  | 8  | +1  |
| Roemenië         | 4    | 2 | 0 | 2  | 9  | 7  | +2  |
| Rusland          | 4    | 1 | 0 | 3  | 4  | 6  | –2  |
| Schotland        | 8    | 0 | 3 | 5  | 4  | 21 | –17 |
| Servië           | 4    | 3 | 0 | 1  | 17 | 1  | +16 |
| Slowakije        | 1    | 1 | 0 | 0  | 4  | 0  | +4  |
| Slovenië         | 1    | 1 | 0 | 0  | 5  | 0  | +5  |
| Spanje           | 6    | 3 | 1 | 2  | 10 | 10 | 0   |
| Tsjechië         | 3    | 2 | 0 | 1  | 10 | 4  | +6  |
| Turkije          | 2    | 2 | 0 | 0  | 8  | 1  | +7  |
| Wales            | 5    | 5 | 0 | 0  | 14 | 6  | +8  |
| Brazilië         | 1    | 0 | 0 | 1  | 1  | 4  | –3  |
| Ecuador          | 1    | 1 | 0 | 0  | 10 | 1  | +9  |
| Kameroen         | 1    | 0 | 0 | 1  | 1  | 2  | –1  |
| Zuid-Afrika      | 2    | 1 | 0 | 1  | 5  | 4  | +1  |
| Tunesië          | 1    | 1 | 0 | 0  | 1  | 0  | +1  |
| Canada           | 5    | 0 | 1 | 4  | 3  | 8  | –5  |
| Verenigde Staten | 4    | 0 | 0 | 4  | 2  | 16 | –14 |
| China            | 1    | 0 | 0 | 1  | 0  | 2  | –2  |
| Japan            | 1    | 0 | 0 | 1  | 0  | 1  | –1  |
| Noord-Korea      | 1    | 1 | 0 | 0  | 1  | 0  | +1  |
| Zuid-Korea       | 2    | 1 | 1 | 0  | 2  | 1  | +1  |
| Zweden           | 8    | 2 | 0 | 6  | 6  | 22 | –16 |

## Huidige selectie

### Spelers
Interlands en doelpunten bijgewerkt tot en met de wedstrijd  (1 - 1)  Nederland op 13 november 2018.

| Nr.                             | Naam                   | Wed. | Dlpnt. | Club                   | Debuut |
| Doel                            | Doel                   | Doel | Doel   | Doel                   | Doel   |
| ------------------------------- | ---------------------- | ---- | ------ | ---------------------- | ------ |
| 1                               | Gaëlle Thalmann        | 69   | 0      | US Sassuolo Calcio     | 2007   |
| 21                              | Seraina Friedli        | 5    | 0      | FC Zürich Frauen       | 2018   |
| Verdediging                     |                        |      |        |                        |        |
| 2                               | Jana Brunner           | 0    | 0      | FC Basel               | 2017   |
| 3                               | Naomi Mégroz           | 4    | 0      | FC Zürich Frauen       | 2017   |
| 4                               | Rachel Rinast          | 28   | 2      | SC Freiburg            | 2015   |
| 5                               | Noëlle Maritz          | 66   | 1      | VfL Wolfsburg          | 2016   |
| 9                               | Ana-Maria Crnogorčević | 106  | 51     | Portland Thorns FC     | 2009   |
| 13                              | Lia Wälti (c)          | 79   | 5      | Arsenal                | 2011   |
| 14                              | Rahel Kiwic            | 62   | 9      | 1. FFC Turbine Potsdam | 2012   |
| 15                              | Julia Stierli          | 7    | 0      | FC Zürich Frauen       | 2017   |
| 22                              | Luana Bühler           | 8    | 0      | FC Zürich Frauen       | 2018   |
| Middenveld                      |                        |      |        |                        |        |
| 7                               | Marilena Widmer        | 9    | 1      | 1. FFC Frankfurt       | 2014   |
| 8                               | Rahel Tschopp          | 2    | 0      | FC Luzern Frauen       | 2018   |
| 11                              | Vanessa Bernauer       | 76   | 7      | VfL Wolfsburg          | 2006   |
| 12                              | Lara Dickenmann        | 133  | 53     | VfL Wolfsburg          | 2002   |
| 16                              | Coumba Sow             | 1    | 1      | FC Zürich Frauen       | 2018   |
| 17                              | Florijana Ismaili      | 27   | 3      | YB Frauen              | 2014   |
| 18                              | Viola Calligaris       | 15   | 3      | Atlético de Madrid     | 2016   |
| 19                              | Eseosa Aigbogun        | 54   | 3      | Paris FC               | 2013   |
| 23                              | Alisha Lehmann         | 11   | 3      | Aston Villa FC         | 2017   |
| Aanval                          |                        |      |        |                        |        |
| 6                               | Géraldine Reuteler     | 19   | 3      | 1. FFC Frankfurt       | 2017   |
| 10                              | Ramona Bachmann        | 94   | 45     | Chelsea                | 2007   |
| 20                              | Irina Brütsch          | 0    | 0      | FC Luzern Frauen       | 2018   |
| Coach: Martina Voss-Tecklenburg |                        |      |        |                        |        |

(Nr.= basiself, Nr. + Wed. = , Nr. + Wed. = , Nr. + Wed. = volledige wedstrijd, Dlpnt. = gescoord, 0 = penalty gestopt)
SFV · A-internationals · Selecties · Bondscoaches · Zwitsers vrouwenelftal · Olympisch elftal · Zwitserland U21 · Zwitserland U19 · Zwitserland U18 · Zwitserland U17 · Zwitserland U16 · Vrouwen U17
1905 – 1919 · 
1920 – 1929 · 
1930 – 1939 · 
1940 – 1949 · 
1950 – 1959 · 
1960 – 1969 · 
1970 – 1979 · 
1980 – 1989 · 
1990 – 1999 · 
2000 – 2009 · 
2010 – 2019 · 
2020 – 2029
EK's: 1996 · 
2004 · 
2008 · 
2016 · 
2020 · 
2024
WK's: 1934 · 
1938 · 
1950 · 
1954 · 
1962 · 
1966 · 
1994 · 
2006 · 
2010 · 
2014 · 
2018 · 
2022
OS: 1924 · 
1928 · 
2012
1905 · 
1906 · 1907 · 
1908 · 
1909 · 
1910 · 
1911 · 
1912 · 
1913 · 
1914 · 
1915 · 
1916 · 
1917 · 
1918 · 
1919 · 
1920 · 
1921 · 
1922 · 
1923 · 
1924 · 
1925 · 
1926 · 
1927 · 
1928 · 
1929 · 
1930 · 
1931 · 
1932 · 
1933 · 
1934 · 
1935 · 
1936 · 
1937 · 
1938 · 
1939 · 
1940 · 
1941 · 
1942 · 
1943 · 
1944 · 
1945 · 
1946 · 
1947 · 
1948 · 
1949 · 
1950 · 
1952 ·
1952 · 
1953 · 
1954 · 
1955 · 
1956 · 
1957 · 
1958 · 
1959 · 
1960 · 
1961 · 
1962 · 
1963 · 
1964 · 
1965 · 
1966 · 
1967 · 
1968 · 
1969 · 
1970 · 
1971 · 
1972 · 
1973 · 
1974 · 
1975 · 
1976 · 
1977 ·
1978 · 
1979 · 
1980 · 
1981 · 
1982 · 
1983 · 
1984 · 
1985 · 
1986 · 
1987 · 
1988 · 
1989 · 
1990 ·
1991 · 
1992 · 
1993 · 
1994 ·
1995 · 
1996 · 
1997 · 
1998 · 
1999 · 
2000 · 
2001 · 
2002 · 
2003 · 
2004 · 
2005 · 
2006 · 
2007 · 
2008 · 
2009 · 
2010 · 
2011 · 
2012 · 
2013 ·
2014 ·
2015 ·
2016 ·
2017 ·
2018 ·
2019 ·
2020 ·
2021 ·
2022
Albanië ·
Algerije · 
Andorra · 
Argentinië ·
Australië ·
Azerbeidzjan ·
België ·
Bolivia ·
Bosnië en Herzegovina ·
Brazilië ·
Bulgarije ·
Canada ·
Chili ·
China ·
Colombia ·
Costa Rica ·
Cyprus ·
Denemarken ·
DDR ·
Duitsland ·
Ecuador ·
Egypte ·
Engeland · 
Estland ·
Faeröer ·
Finland ·
Frankrijk ·
Georgië ·
Ghana ·
Gibraltar ·
Griekenland ·
Honduras ·
Hongarije ·
Hongkong ·
Ierland ·
IJsland ·
Israël ·
Italië ·
Ivoorkust ·
Jamaica ·
Japan ·
Joegoslavië ·
Kameroen ·
Kenia ·
Kosovo ·
Kroatië ·
Letland ·
Liechtenstein ·
Litouwen ·
Luxemburg ·
Malta ·
Marokko ·
Mexico ·
Moldavië ·
Montenegro ·
Nederland ·
Nigeria ·
Noord-Ierland ·
Noorwegen ·
Oekraïne ·
Oman ·
Oostenrijk ·
Panama ·
Peru ·
Polen ·
Portugal ·
Qatar ·
Roemenië ·
Rusland ·
Saarland ·
San Marino ·
Schotland ·
Servië ·
Slovenië ·
Slowakije ·
Sovjet-Unie · 
Spanje ·
Togo ·
Tsjechië ·
Tsjecho-Slowakije ·
Tunesië ·
Turkije ·
Uruguay ·
Venezuela ·
VA Emiraten ·
Verenigde Staten ·
Wales ·
Wit-Rusland ·
Zimbabwe ·
Zuid-Korea ·
Zweden
Albanië (2016) ·
Argentinië (2014) ·
Brazilië (2018) ·
Chili (2010) ·
Costa Rica (2018) ·
Ecuador (2014) ·
Frankrijk (2006) ·
Frankrijk (2014) ·
Frankrijk (2016) ·
Frankrijk (2021) ·
Honduras (2010) · 
Honduras (2014) · 
Italië (2021) · 
Oekraïne (2006) ·
Portugal (2008)  · 
Portugal (2022) · 
Roemenië (2016) · 
Servië (2018) ·
Spanje (2010) ·
Spanje (2021) ·
Togo (2006) ·
Tsjechië (2008) ·
Turkije (2008) ·
Turkije (2021) ·
Wales (2021) ·
Zuid-Korea (2006) ·
Zweden (2018)